# Falcon (Carolina del Nord)
Falcon è un comune degli Stati Uniti d'America, situato in Carolina del Nord, diviso tra la contea di Cumberland e la contea di Sampson.